# آنا ماریا ایزوریتا
آنا ماریا ایزوریتا (به انگلیسی: Ana Maria Izurieta) ژیمناست زادهٔ ۱۳ ژانویهٔ ۱۹۹۳ میلادی اهل کشور اسپانیا است.